# Brandérion
Brandérion (Branderion trong tiếng Bretagne) là một xã ở tỉnh Morbihan trong vùng Bretagne tây bắc Pháp. Xã này có diện tích 6,03 km², dân số năm 1999 là 953 người. Khu vực này có độ cao từ 8-79 mét trên mực nước biển.
Cư dân của Brandérion danh xưng trong tiếng Pháp là Branderionnais.